# Bedelia As a Mother-In-Law
Bedelia As a Mother-In-Law è un cortometraggio muto del 1912. Il nome del regista non viene riportato nei credit del film che, prodotto dalla Reliance Film Company, aveva come interpreti Tony O'Sullivan, James Cooley, Jane Fearnley.

## Trama
Bedelia preannuncia una visita alla figlia sposata. A casa di questa, viene accolta con grande entusiasmo dalla figlia, ma con mugugni dal marito che non vede di buon occhio la suocera. Per disfarsene al più presto, ha un piano: la corteggerà trascurando la moglie, cosa che, fino a quel momento non ha mai fatto.  La inonda di fiori, caramelle e nuovi cappelli e la invita a una cenetta romantica in un ristorante alla moda. La mattina dopo la moglie arrabbiata porta alla madre cappello, cappotto e bagaglio e la butta fuori di casa.

## Produzione
Il film venne prodotto dalla Reliance Film Company

## Distribuzione
Distribuito dalla Motion Picture Distributors and Sales Company, il film - un cortometraggio di 225 metri - uscì nelle sale cinematografiche degli Stati Uniti il 27 aprile 1912. Nelle proiezioni, veniva programmato con il sistema dello split reel, accorpato in un'unica bobina con un altro cortometraggio prodotto dalla Reliance, il documentario The Pygmy Circus.